# 黑龙江省人民政府
黑龙江省人民政府，是中华人民共和国黑龙江省的省级国家行政机关。

## 沿革
1949年，黑龙江省人民政府正式成立。1949年4月，嫩江省并入。1954年6月，松江省并入。1955年11月，黑龙江省人民政府改组为黑龙江省人民委员会。1967年3月，成立黑龙江省革命委员会。1979年12月，黑龙江省革命委员会撤销，复设黑龙江省人民政府。

## 职权
根据《中华人民共和国地方各级人民代表大会和地方各级人民政府组织法》第七十三条，县级以上的地方各级人民政府行使下列职权：
1. 执行本级人民代表大会及其常务委员会的决议，以及上级国家行政机关的决定和命令，规定行政措施，发布决定和命令；
2. 领导所属各工作部门和下级人民政府的工作；
3. 改变或者撤销所属各工作部门的不适当的命令、指示和下级人民政府的不适当的决定、命令；
4. 依照法律的规定任免、培训、考核和奖惩国家行政机关工作人员；
5. 编制和执行国民经济和社会发展规划纲要、计划和预算，管理本行政区域内的经济、教育、科学、文化、卫生、体育、城乡建设等事业和生态环境保护、自然资源、财政、民政、社会保障、公安、民族事务、司法行政、人口与计划生育等行政工作；
6. 保护社会主义的全民所有的财产和劳动群众集体所有的财产，保护公民私人所有的合法财产，维护社会秩序，保障公民的人身权利、民主权利和其他权利；
7. 履行国有资产管理职责；
8. 保护各种经济组织的合法权益；
9. 铸牢中华民族共同体意识，促进各民族广泛交往交流交融，保障少数民族的合法权利和利益，保障少数民族保持或者改革自己的风俗习惯的自由，帮助本行政区域内的民族自治地方依照宪法和法律实行区域自治，帮助各少数民族发展政治、经济和文化的建设事业；
10. 保障宪法和法律赋予妇女的男女平等、同工同酬和婚姻自由等各项权利；
11. 办理上级国家行政机关交办的其他事项。

## 机构设置
根据《黑龙江省机构改革方案》，除黑龙江省人民政府办公厅外，黑龙江省人民政府设置组成部门24个，直属特设机构1个，直属机构12个，部门管理机构（副厅级）6个。
黑龙江省人民政府设置下列机构：
- 黑龙江省人民政府办公厅

### 组成部门
- 黑龙江省发展和改革委员会
- 黑龙江省教育厅
- 黑龙江省科学技术厅
- 黑龙江省工业和信息化厅
- 黑龙江省民族宗教事务委员会
- 黑龙江省公安厅
- 黑龙江省民政厅
- 黑龙江省司法厅
- 黑龙江省财政厅
- 黑龙江省人力资源和社会保障厅
- 黑龙江省自然资源厅
- 黑龙江省生态环境厅
- 黑龙江省住房和城乡建设厅
- 黑龙江省交通运输厅
- 黑龙江省水利厅
- 黑龙江省农业农村厅
- 黑龙江省商务厅
- 黑龙江省文化和旅游厅
- 黑龙江省卫生健康委员会
- 黑龙江省退役军人事务厅
- 黑龙江省应急管理厅
- 黑龙江省审计厅
- 黑龙江省人民政府外事办公室

（发展和改革委员会挂能源局牌子；教育厅与省委教育工作委员会合署办公；科学技术厅挂外国专家局牌子；文化和旅游厅挂文物管理局牌子。）

### 直属特设机构
- 黑龙江省人民政府国有资产监督管理委员会

### 直属机构
- 黑龙江省市场监督管理局
- 黑龙江省广播电视局
- 黑龙江省体育局
- 黑龙江省统计局
- 黑龙江省医疗保障局
- 黑龙江省营商环境建设监督局
- 黑龙江省林业和草原局
- 黑龙江省机关事务管理局
- 黑龙江省人民政府研究室
- 黑龙江省乡村振兴局
- 黑龙江省国防动员办公室

（市场监督管理局挂省人民政府食品安全委员会办公室牌子；林业和草原局由自然资源厅统一领导管理；研究室挂省人民政府参事室牌子；国防动员办公室挂人民防空办公室牌子。）

### 部门管理机构
- 黑龙江省粮食和物资储备局，由省发展改革委管理。
- 黑龙江省监狱管理局，由省司法厅管理。
- 黑龙江省中医药管理局，由省卫生健康委管理。
- 黑龙江省煤炭生产安全管理局，由省应急管理厅管理。
- 黑龙江省药品监督管理局，由省市场监管局管理。
- 黑龙江省知识产权局，由省市场监管局管理。

### 直属事业单位
- 黑龙江省科学院
- 黑龙江省农业科学院
- 黑龙江省林业科学院
- 黑龙江省公共资源交易中心
- 黑龙江省供销合作社联合社
- 黑龙江省煤田地质勘察院
- 黑龙江省煤田地质局
- 黑龙江省地质矿产局
- 黑龙江省有色金属地质勘查局
- 黑龙江省接待办公室（副厅级）

（省公共资源交易中心挂省人民政府采购中心牌子。）

### 派出机关
- 黑龙江省大兴安岭地区行政公署

### 派出机构
- 哈尔滨新区管理委员会
- 黑龙江建三江经济开发区管理委员会
- 黑龙江扎龙国家级自然保护区管理局
- 黑龙江省人民政府黑瞎子岛建设和管理委员会（副厅级）

### 直接履行出资人职责企业
- 中国龙江森林工业集团有限公司
- 黑龙江伊春森工集团有限责任公司（委托伊春市人民政府管理）

## 历任领导
| 省长 …… - 栗战书（2007年12月－2010年8月） - 王宪魁（2010年8月－2013年3月） - 陆昊（2013年3月－2018年3月） - 王文涛（2018年3月－2020年12月） - 胡昌升（2021年2月－2022年12月） - 梁惠玲（2022年12月－） 常务副省长 …… - 李海涛（2016年4月－2022年5月） - 沈莹（2022年5月－2023年1月） - 王一新（2023年1月－2023年12月） - 陈少波（2024年1月至今） 秘书长 …… - 王冬光（2018年4月－2022年3月） - 常城（2022年3月至今） | 副省长 …… - 王永康（2019年3月－2022年1月） - 孙东生（2013年1月－2023年1月） - 王一新（2021年12月－2023年1月） - 毕宝文（2017年4月－2020年8月） - 程志明（2018年1月－2021年8月） - 沈莹（2018年12月－2021年6月） - 徐建国（2020年1月－2021年10月） - 李毅（2020年4月至今） - 杨博（2021年4月－2022年5月） - 李玉刚（2021年10月－2022年5月） - 李海涛（2022年5月－2023年1月） - 余建（2022年6月至今） - 王秋实（2023年1月－2023年7月） - 王岚（2023年1月至今） - 韩圣健（2023年1月至今） - 王刚（2023年1月－2023年5月） - 徐向国（2023年7月 - 2024年6月） - 王合生（2023年9月 - 2024年5月） - 张起翔（2024年5月至今） - 隋洪波（2024年7月至今） |